# Thiepval
Thiepval est une commune française située dans le département de la Somme, en région Hauts-de-France.

## Géographie

### Localisation

#### Communes limitrophes
| Beaumont-Hamel    | Grandcourt |                       |
|                   | Thiepval   | Courcelette           |
| Mesnil-Martinsart | Authuille  | Ovillers-la-Boisselle |

Thiepval est un village picard situé au nord d'Albert dans la Somme à la limite de la Picardie et de l'Artois.

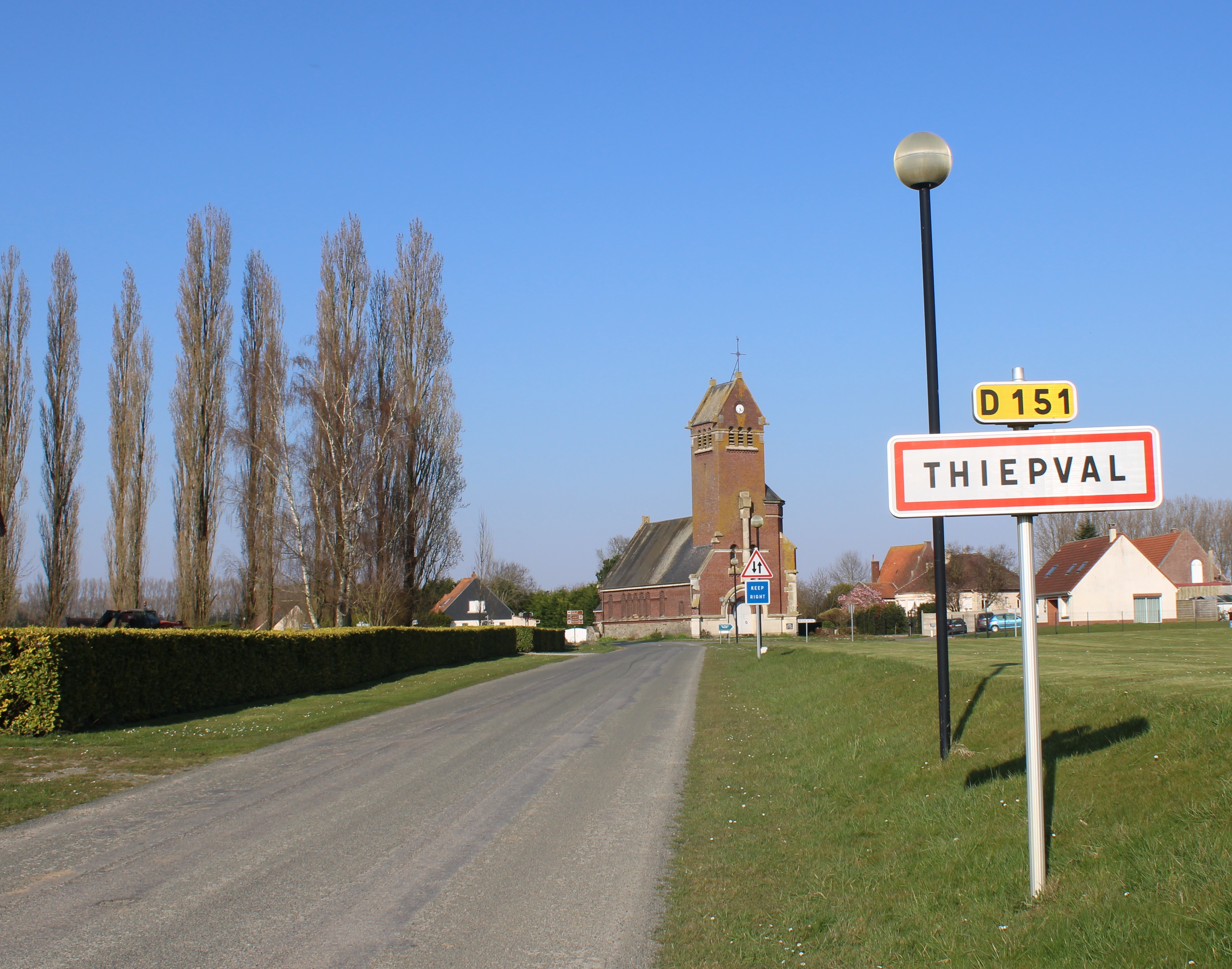
Entrée du village.

### Nature du sol et du sous-sol
Le sol est argilo-siliceux ou argilo-sablonneux sur environ les trois quarts du territoire communal. Il est calcaire aux environs de Saint-Pierre-Divion.

### Relief, paysage, végétation
Le village de Thiepval est situé sur une crête qui domine les alentours.

### Hydrographie

#### Réseau hydrographique
La commune est située dans le bassin Artois-Picardie. Elle est drainée par l'Ancre et le canal.
L'Ancre, d'une longueur de 37 km, prend sa source dans la commune de Miraumont et se jette  dans la Somme canalisée à Aubigny, après avoir traversé 21 communes.

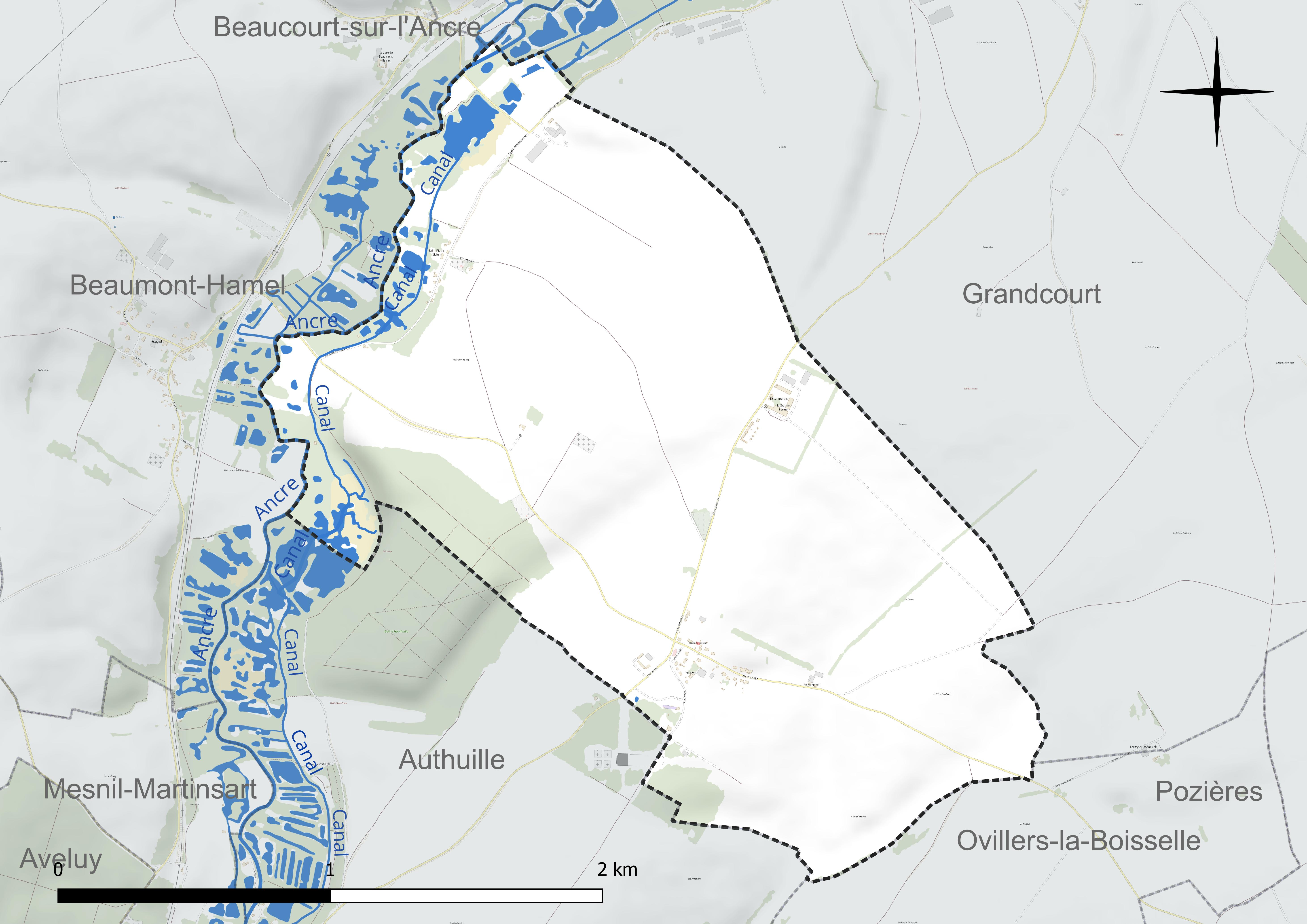
Réseau hydrographique de Thiepval.

#### Gestion et qualité des eaux
Le territoire communal est couvert par le schéma d'aménagement et de gestion des eaux (SAGE) « Somme aval et Cours d'eau côtiers ». Ce document de planification concerne un territoire de 1 835 km2 de superficie, délimité par le bassin versant de la Somme canalisée. Le périmètre a été arrêté le 29 avril 2010 et le SAGE proprement dit a été approuvé le 6 août 2019. La structure porteuse de l'élaboration et de la mise en œuvre est le syndicat mixte d'aménagement hydraulique du bassin versant de la Somme (AMEVA).
La qualité des cours d'eau peut être consultée sur un site dédié géré par les agences de l'eau et l'Agence française pour la biodiversité.

### Climat
Pour des articles plus généraux, voir Climat des Hauts-de-France et Climat de la Somme.
En 2010, le climat de la commune est de type climat océanique dégradé des plaines du Centre et du Nord, selon une étude du CNRS s'appuyant sur une série de données couvrant la période 1971-2000. En 2020, Météo-France publie une typologie des climats de la France métropolitaine dans laquelle la commune est exposée à un climat océanique et est dans la région climatique Nord-est du bassin Parisien, caractérisée par un ensoleillement médiocre, une pluviométrie moyenne régulièrement répartie au cours de l'année et un hiver froid (3 °C).
Pour la période 1971-2000, la température annuelle moyenne est de 10 °C, avec une amplitude thermique annuelle de 14 °C. Le cumul annuel moyen de précipitations est de 826 mm, avec 11,9 jours de précipitations en janvier et 9,2 jours en juillet. Pour la période 1991-2020, la température moyenne annuelle observée sur la station météorologique la plus proche, située sur la commune de Méaulte à 8 km à vol d'oiseau, est de 10,7 °C et le cumul annuel moyen de précipitations est de 730,3 mm,. Pour l'avenir, les paramètres climatiques de la commune estimés pour 2050 selon différents scénarios d'émission de gaz à effet de serre sont consultables sur un site dédié publié par Météo-France en novembre 2022.

### Lieux-dits
Thiepval, Saint-Pierre Divion.

## Urbanisme

### Typologie
Au 1er janvier 2024, Thiepval est catégorisée commune rurale à habitat dispersé, selon la nouvelle grille communale de densité à sept niveaux définie par l'Insee en 2022.
Elle est située hors unité urbaine et hors attraction des villes,.

### Occupation des sols
L'occupation des sols de la commune, telle qu'elle ressort de la base de données européenne d'occupation biophysique des sols Corine Land Cover (CLC), est marquée par l'importance des territoires agricoles (84,7 % en 2018), une proportion identique à celle de 1990 (84,7 %). La répartition détaillée en 2018 est la suivante : 
terres arables (84,7 %), forêts (14,6 %), zones humides intérieures (0,7 %). L'évolution de l'occupation des sols de la commune et de ses infrastructures peut être observée sur les différentes représentations cartographiques du territoire : la carte de Cassini (XVIIIe siècle), la carte d'état-major (1820-1866) et les cartes ou photos aériennes de l'IGN pour la période actuelle (1950 à aujourd'hui).

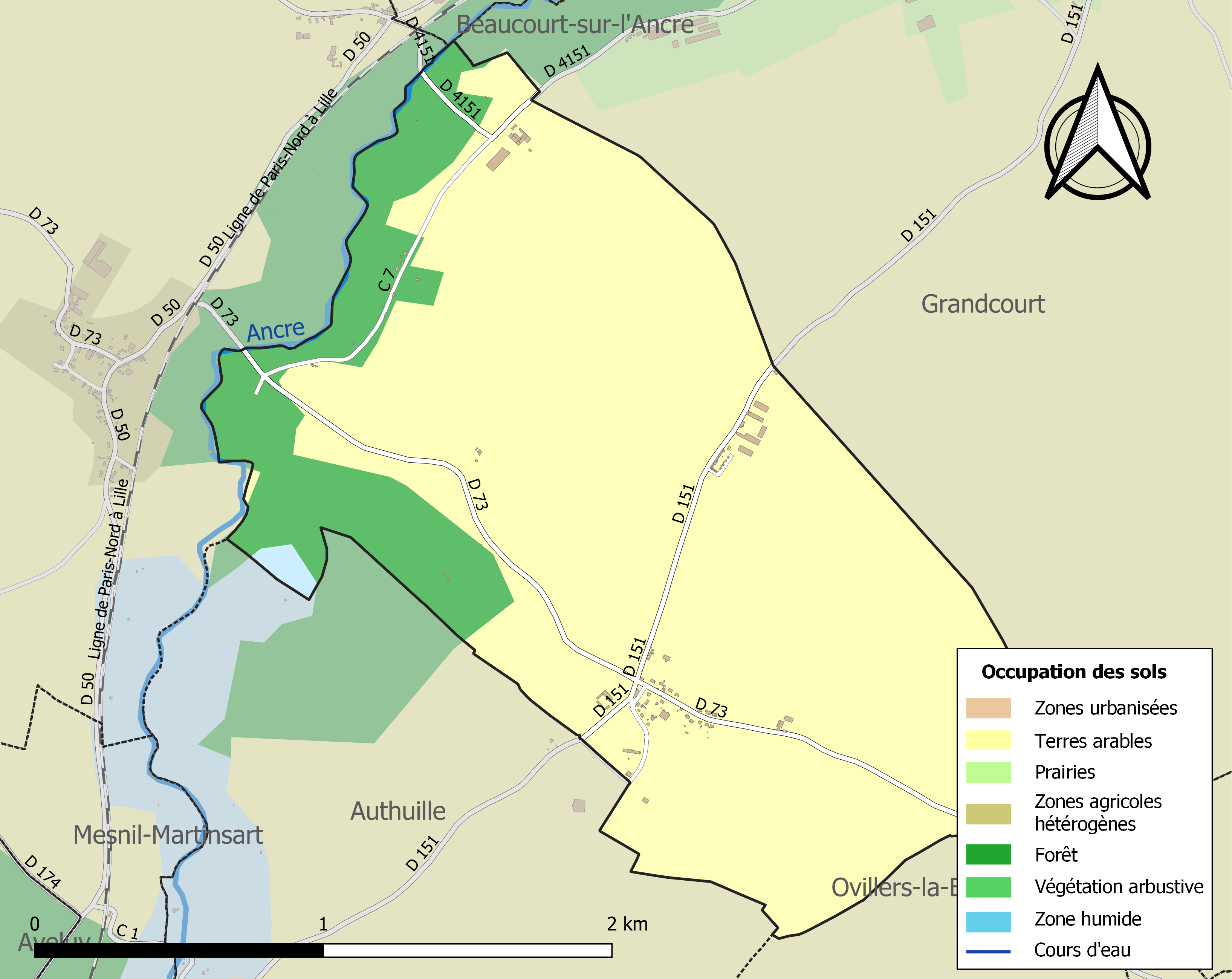
Carte des infrastructures et de l'occupation des sols de la commune en 2018 (CLC).

### Habitat
Le village de Thiepval a été totalement détruit pendant la Grande Guerre. Il a été reconstruit durant l'entre-deux-guerres à l'ombre de l'imposant mémorial franco-britannique qui domine le paysage à des kilomètres à la ronde.

## Toponymie
Le nom de la localité est attesté sous les formes Thiebeval (1223) ; Tiebeval (1227) ; Tiempval (1564) ; Thieubal (1567) ; Thievald (1648) ; Thyepval (1633) ; Thieval (14..) ; Tiepval (1761) ; Thiepval (1619-1633) ; Thiebval (1728).

## Histoire

### Antiquité
- On a retrouvé, au XIXe siècle, au lieu-dit la Falaise, des vestiges d'un camp gallo-romain[1].
- Dans les marais de Thiepval ont été retrouvés des objets datant de l'époque romaine[16].
- Le camp romain appelé camp Bourdeau fut conservé par les rois francs[16].

### Moyen Âge
- 960, selon la chronique de Frodoard, le roi de France Lothaire vint assiéger le château de Divion dont le comte de Vermandois s'était emparé[16].

On ne trouve mention de Thiepval, dans les textes qu'au XIIIe siècle :
- 1223, Baudouin de Lowencourt et son épouse, donnent à Jean de Thiebval, vingt-huit journaux de terres à Louvencourt contre sept sous de redevance et trois présences annuelles aux plaids de Baudouin.
- 1225, Jean de Thiebval vend, aux templiers de Belle-Église à Arquèves, vingt journaux de terres à Louvencourt.
- 1227, Pierre de Thiebval et son épouse vendent à Gautier, doyen d'Encre, deux gerbes de dîmes à Hamel pour fonder une prébende à la collégiale de Fouilloy[16].
- 1420, Marguerite de Divion épouse Charles de Longueval.

### Temps modernes
- 1567, la coutume de Péronne cite les dépendances de Thiepval, aujourd'hui disparues : Lambourg, la Tour du Pré et Vaudricourt.
- Au XVIIe siècle, Schidmann, seigneur de Thiepval, baron d'Authuille, major du régiment des Suisses, était protestant. En 1685, la tévocation de l'édit de Nantes, l'obligea à s'expatrier.
- En 1726, N. de Linars, seigneur d'Aveluy, vend sa seigneurie de Thiepval à Charles Victor Pingré, capitaine de cavalerie au régiment de Lorge, chevalier de Saint Louis (1665-1732). Vers 1760, son fils, Charles Victor Pingré de Thiepval (1723-1790), également capitaine de cavalerie et chevalier de Saint Louis, y fait construire un château en brique et pierre, dont l'aspect est connu par des cartes postales anciennes. Au décès du  fil de celui-ci, Jean Charles Augustin Pingré de Thiepval, sans enfant, en 1825, son château de Thiepval est vendu en 1826 à Etienne Claude  Louis Cavé d'Haudicourt, qui le revend en 1827 à François Augusete Ildephonse Ernest de Wasservas (1783-1854). Le château se transmet à leur fille Cécile de Wasservas, mariée en 1849 avec Jean Léon Monnier de Savignac, puis à la fille de ces derniers, Jeanne Monnier de Savignac, mariée en 1873 avec le comte Jacques de Bréda. Il sera détruit par les combats de la Première Guerre mondiale[17].

### Époque contemporaine

#### Première Guerre mondiale

##### Bataille de la Somme (1916)
Thiepval a été l'un des principaux théâtres de la bataille de la Somme. La colline - ainsi que le village lui-même et le château aujourd'hui disparu - fut avec Hamel l'un des piliers de la défense allemande sur la partie nord du secteur britannique. Le site constituait en effet une forteresse naturelle protégée à sa base par les marécages de l'Ancre et par de nombreux et très profonds souterrains.
Elle constituait le saillant de Leipzig ou redoute Schwaben, qui pouvait recevoir cinq cents officiers et dix mille hommes de troupe, et était parcourue par vingt-cinq rues.
Thiepval fut, le 1er juillet 1916, l'un des principaux champs de bataille de l'aile gauche britannique. Ayant perdu 58 000 soldats (dont 20 000 tués), la Grande-Bretagne y connut la plus grande tragédie militaire de son histoire. Les combats pour la prise de Thiepval, commencés le 1er juillet 1916, se termineront le 26 septembre 1916.

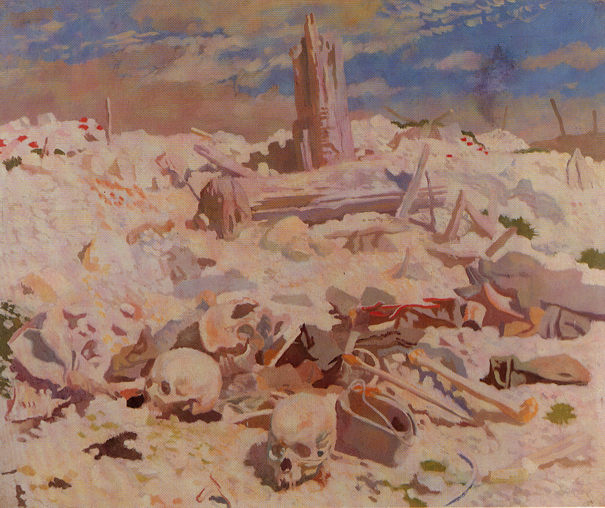
Le champ de bataille de Thiepval, vu par William Orpen.
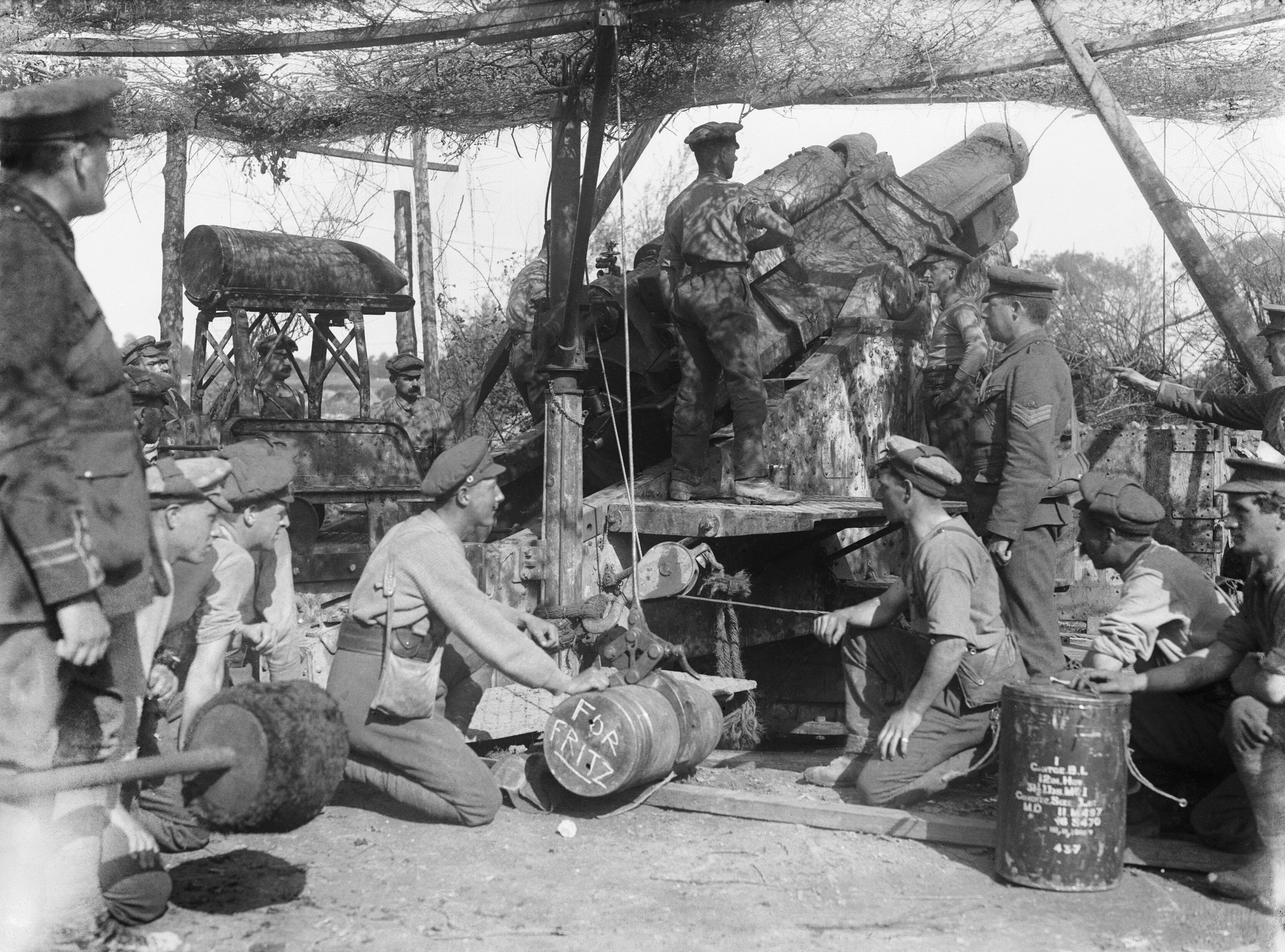
Préparation d'une action près du bois d'Aveluy, avec obusier de 12 pouces Mk II et des obus « pour les Fritz », septembre 1916.
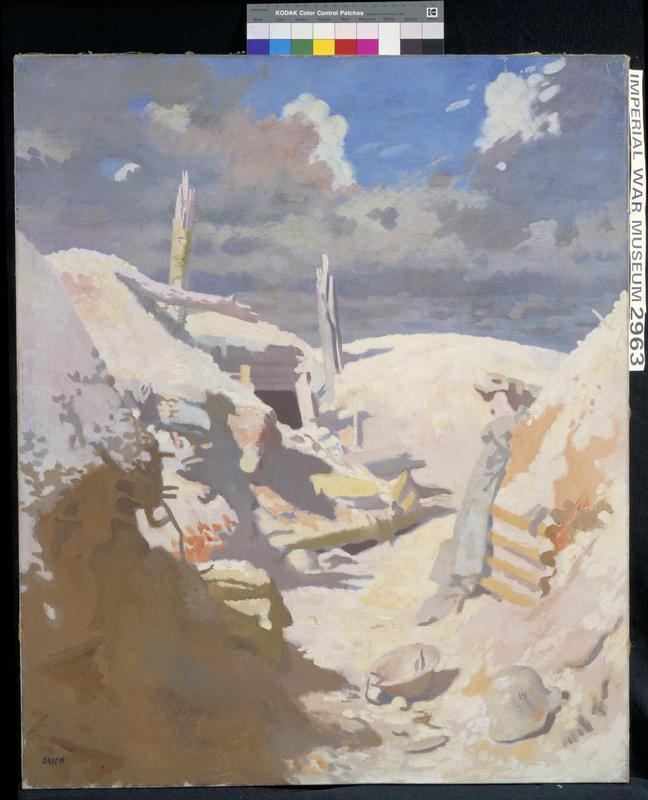
Abri de canonniers, dans une tranchée.

## Politique et administration
| Période                                  | Période                   | Identité                                   | Étiquette    | Qualité                                    |
| ---------------------------------------- | ------------------------- | ------------------------------------------ | ------------ | ------------------------------------------ |
| Les données manquantes sont à compléter. |                           |                                            |              |                                            |
| ?                                        | 1916                      | Comte Jacques de Berg de Bréda (1849-1916) |              | Capitaine d'état-major                     |
| mars 2001                                | mars 2008                 | Geneviève Potié                            |              |                                            |
| mars 2008                                | En cours (au 31 mai 2020) | Max Potié                                  | EXG puis DVD | Agriculteur Réélu pour le mandat 2020-2026 |

## Démographie
L'évolution du nombre d'habitants est connue à travers les recensements de la population effectués dans la commune depuis 1793. Pour les communes de moins de 10 000 habitants, une enquête de recensement portant sur toute la population est réalisée tous les cinq ans, les populations de référence des années intermédiaires étant quant à elles estimées par interpolation ou extrapolation. Pour la commune, le premier recensement exhaustif entrant dans le cadre du nouveau dispositif a été réalisé en 2004.

En 2022, la commune comptait 127 habitants, en évolution de −3,05 % par rapport à 2016 (Somme : −1,26 %, France hors Mayotte : +2,11 %).
| 1793 | 1800 | 1806 | 1821 | 1831 | 1836 | 1841 | 1846 | 1851 |
| ---- | ---- | ---- | ---- | ---- | ---- | ---- | ---- | ---- |
| 340  | 352  | 374  | 413  | 419  | 414  | 422  | 441  | 432  |

| 1856 | 1861 | 1866 | 1872 | 1876 | 1881 | 1886 | 1891 | 1896 |
| ---- | ---- | ---- | ---- | ---- | ---- | ---- | ---- | ---- |
| 410  | 430  | 389  | 359  | 367  | 345  | 344  | 315  | 276  |

| 1901 | 1906 | 1911 | 1921 | 1926 | 1931 | 1936 | 1946 | 1954 |
| ---- | ---- | ---- | ---- | ---- | ---- | ---- | ---- | ---- |
| 266  | 230  | 231  | 16   | 43   | 90   | 97   | 89   | 134  |

| 1962 | 1968 | 1975 | 1982 | 1990 | 1999 | 2004 | 2006 | 2009 |
| ---- | ---- | ---- | ---- | ---- | ---- | ---- | ---- | ---- |
| 111  | 111  | 93   | 105  | 116  | 98   | 93   | 98   | 121  |

| 2014 | 2019 | 2022 | - | - | - | - | - | - |
| ---- | ---- | ---- | - | - | - | - | - | - |
| 130  | 124  | 127  | - | - | - | - | - | - |

## Économie

### Activités économiques et de services
L'activité économique de la commune est dominée par l'agriculture d'une part et par le tourisme d'autre part. Ayant été un des hauts lieux de la bataille de la Somme, Thiepval est une étape importante sur le circuit du Souvenir.

## Culture
- Le village est cité dans la chanson des Zombies, Butcher's Tale (Western Front 1914), présente sur l'album Odessey and Oracle.

## Culture locale et patrimoine

### Lieux et monuments

#### Mémorial franco-britannique
Le mémorial de Thiepval, inauguré en 1932, constitue le plus important des mémoriaux britanniques au monde. Cet imposant monument construit en brique et en pierre s'élève à 45 mètres de hauteur. Dans sa quasi-totalité, le mémorial de Thiepval est situé sur le territoire de la commune d'Authuille.
Il est visible à des kilomètres à la ronde. C'est l'œuvre de l'architecte Sir Edwin Lutyens
- Cimetière militaire franco-britannique : Il abrite les dépouilles de 300 militaires français et de 300 militaires britanniques et du Commonwealth. Sa construction fut décidée en 1932 afin de symboliser l'alliance de l'Empire britannique et de la République française[25]. Il fut inauguré en 1932 par le Prince de Galles, en présence du président de la République française, Albert Lebrun.
- Centre d'accueil et d'interprétation de Thiepval : Inauguré 27 septembre 2004, il est destiné à présenter la bataille de la Somme et la Première Guerre mondiale. Depuis le 2 juin 2016, un musée adjacent est ouvert au public.

#### Tour d'Ulster

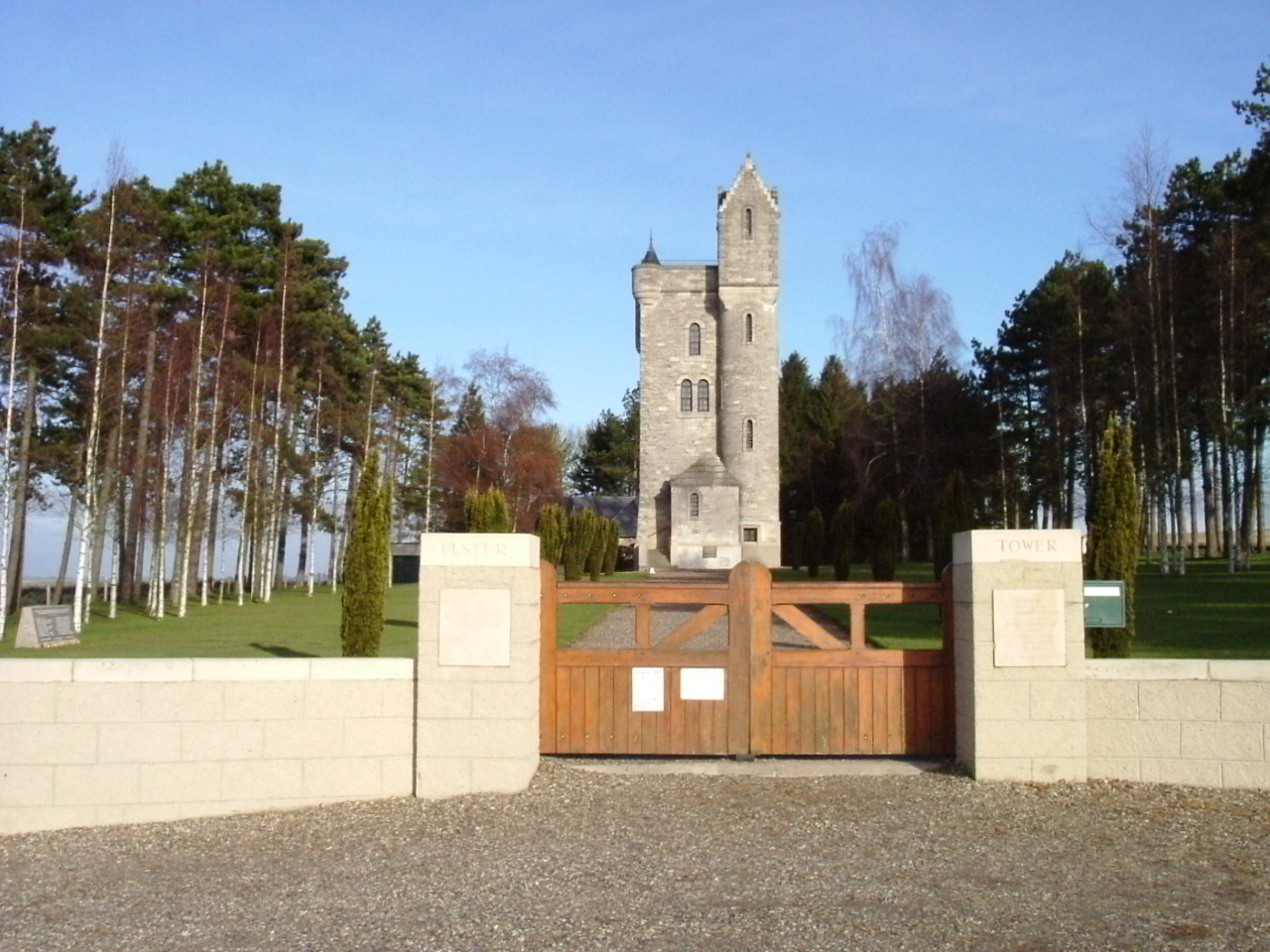
La tour d'Ulster.

Inaugurée en 1921, la tour d'Ulster, également appelée tour de Belfast ou Helen Tower, est la réplique d'une tour située dans le parc de Clandeboye, près de Belfast. La 36e division irlandaise perdit plus de 5 500 hommes en quelques heures le 1er juillet 1916. La tour est le  mémorial de tous les soldats des bataillons d'Ulster (Royal Irish Fusiliers, Inniskilling Fusiliers, Royal Irish Riflesqui) tués pendant la Première Guerre mondiale.
Une plaque indique « Mémorial dédié à la 36e Ulster Division ainsi qu'aux autres hommes de l'Ulster qui servirent pendant la Grande Guerre (1914-1918). »
En face se trouve le cimetière de Caunnaught, aménagé en 1916, où se trouvent les dépouilles de 1 286 soldats britanniques, 642 corps non identifiés et 425 appartenant à d'autres unités.

#### Cimetière militaire britannique de la route du moulin (Mill road cemetery)
Le cimetière est situé à proximité de la Tour d'Ulster. Il est inscrit sur la liste des monuments historiques.

#### Autres lieux et monuments
- Église Saint-Martin[27].

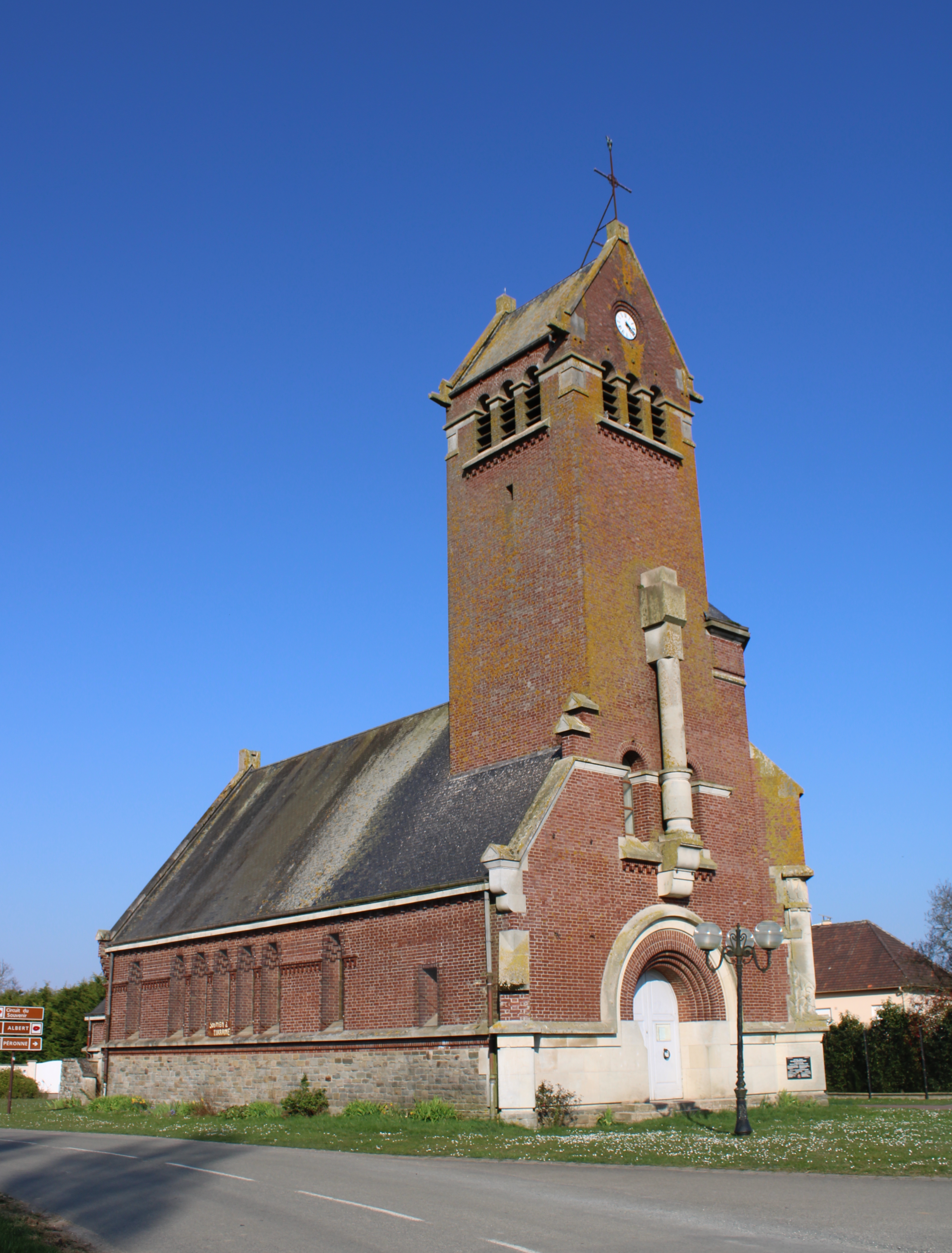
L'église Saint-Martin.

- Église moderne de la Nativité-de-la-Sainte-Vierge.
- Vallée de l'Ancre.
- Chapelle de Saint-Pierre Divion. Une source jaillissait autrefois près du cimetière de ce hameau, à côté d'une chapelle avec campenard. Après destruction, une nouvelle chapelle est édifiée en 1930 puis restaurée en 1997[28].

### Personnalités liées à la commune
- L'écrivain anglais H H « Saki » Munro a été tué le 13 novembre 1916 à Beaumont Hamel pendant la Première Guerre mondiale.